# Modenas Grand Prix

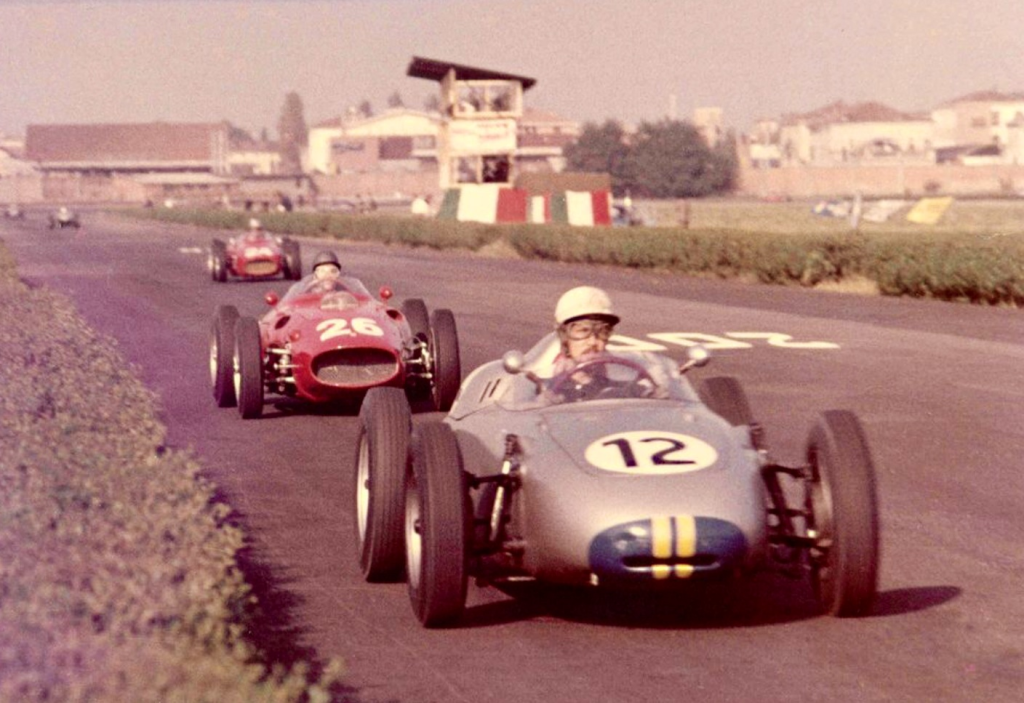
Jo Bonnier i ledningen i F2-loppet.

## Historia
Under 1930-talet hölls tävlingar på en stadsbana inne i Modena med Grand Prix-bilar. 
1950 öppnade racerbanan Aerautodromo di Modena i utkanten av Modena. Här kördes främst tävlingar med mindre formelbilar fram till 1975. Banan användes även av de lokala biltillverkarna Ferrari, Maserati och Lamborghini för tester.

## Vinnare av Modenas Grand Prix
| År   | Förare             | Bil        |
| ---- | ------------------ | ---------- |
| 1934 | Tazio Nuvolari     | Maserati   |
| 1935 | Tazio Nuvolari     | Alfa Romeo |
| 1936 | Tazio Nuvolari     | Alfa Romeo |
| 1952 | Luigi Villoresi    | Ferrari    |
| 1953 | Juan Manuel Fangio | Maserati   |
| 1957 | Jean Behra         | Maserati   |
| 1961 | Stirling Moss      | Lotus      |